# Shaker-Möbel
Shaker-Möbel (englisch shaker furniture) sind Möbel, die von den Mitgliedern der Shaker, den Anhängern einer protestantischen Freikirche in den USA, vor allem im 19. Jahrhundert hergestellt wurden. Sie werden heute als eigenständiger und gewichtiger Beitrag zur Kunstgeschichte eingestuft, beeinflussten sie doch auch die funktionalistisch orientierte Moderne in Architektur und Design.

## Merkmale
In ihren Möbeln spiegelt sich das asketische Lebensethos der Shaker – Gebrauchsgegenstände sollten nicht mit einer überflüssigen Ornamentik von Arbeit und Andacht ablenken. In dem Verzicht auf Ornamente und Verzierungen setzte sich der Möbelstil der Shaker im 19. Jahrhundert deutlich von den vorherrschenden und wechselnden Stilen des Historismus ab. In ihrer formalen Strenge, der klaren Linienführung, der Orientierung auf Nützlichkeit und hohe Funktionalität zeigen die Shaker-Möbel aber Parallelen zur englischen Arts-and-Crafts-Bewegung. Die Objekte sind aus örtlichen Hölzern (zum Beispiel Kiefer, Ahorn) gefertigt. Typisch für die Wohnräume der Shaker war eine umlaufende waagerechte hölzerne Leiste, in die in regelmäßigen Abständen gedrechselte Haken eingelassen waren. Dort konnten Kleidungsstücke, Werkzeuge, Uhren und während des Säuberns des Fußbodens auch die Stühle aufgehängt werden.

## Geschichte
Ihre handwerklichen Fähigkeiten und besonders die Tischlerei stellte seit ihrer Auswanderung von England nach Amerika im Jahr 1774 eine der Haupterwerbsquellen der Shaker dar, auch wenn die Möbel anfangs hauptsächlich für den Eigenbedarf hergestellt wurden. Ihre qualitativ hochwertigen gedrechselten Holzmöbel fanden landesweit Anklang, auch wenn die schlichte, schmuck- und schnörkellose Ausführung der Stücke bei ihren Zeitgenossen oft auf Kritik stieß. Berühmt sind insbesondere ihre Schaukelstühle (Salem rocker).
Die Shaker waren technischen Neuerungen gegenüber aufgeschlossen und führten etwa die Kreissäge in die USA ein. Als sie während der Weltausstellung in Philadelphia im Jahr 1876 ihre Möbel anboten, lernten sie dort das von Michael Thonet entwickelte Bugholz-Verfahren kennen und begannen in der Folge, auch eigene Bugholzmöbel herzustellen.
Mit steigender Nachfrage gingen ihre Tischlerwerkstätten bald zu einer serienmäßigen Fertigung über und wandelten sich teils zu Möbelfabriken. Heute sind originale Shaker-Möbel extrem selten und kaum zu bezahlen, allerdings werden weltweit Nachbauten hergestellt. Die Shaker selbst sind indes bis auf zwei verbliebene Anhänger ausgestorben.

## Beispiele für Shaker-Möbel

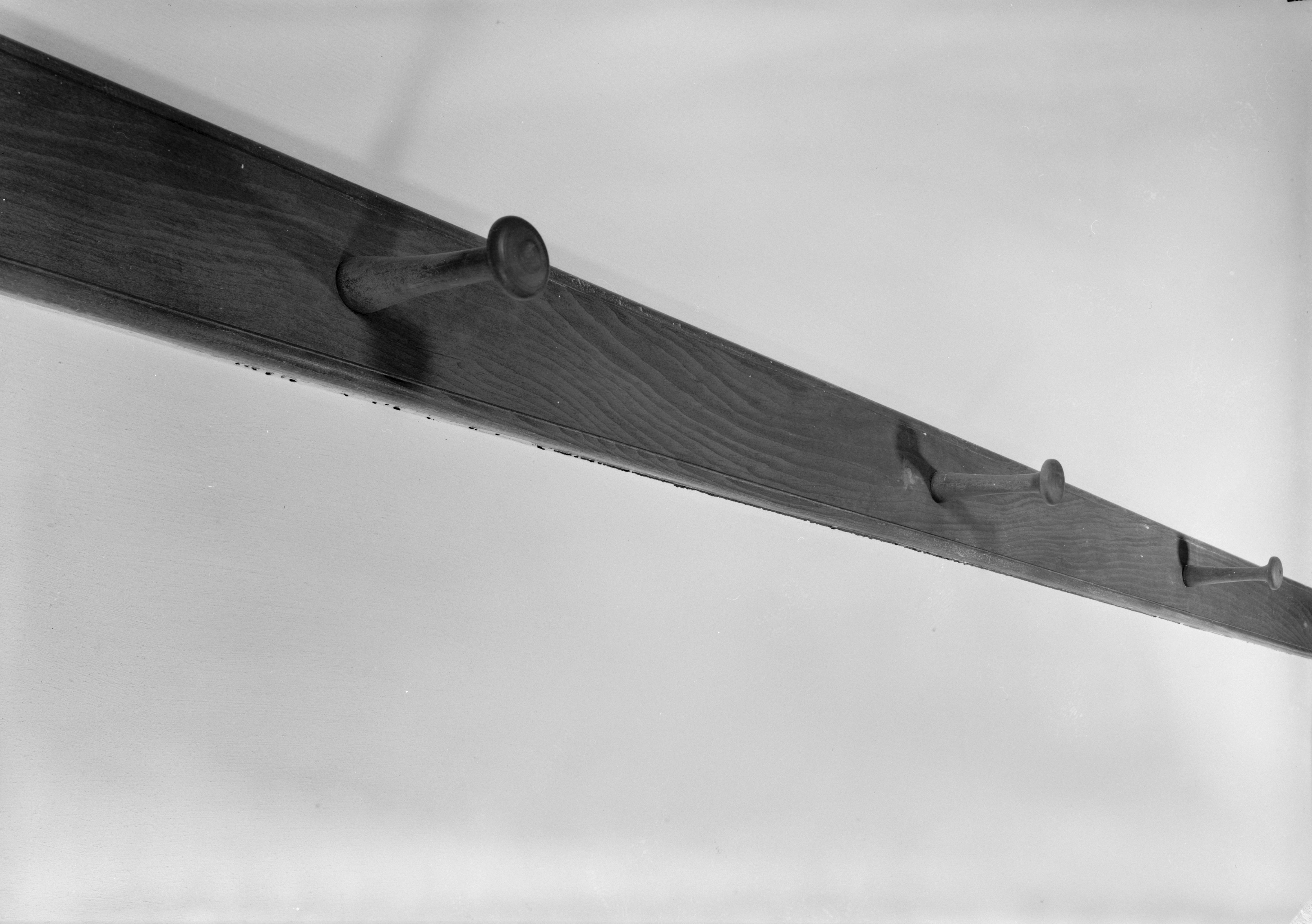
Einfache Hakenleiste zum Aufhängen von Kleidern, Werkzeug u. Ä.
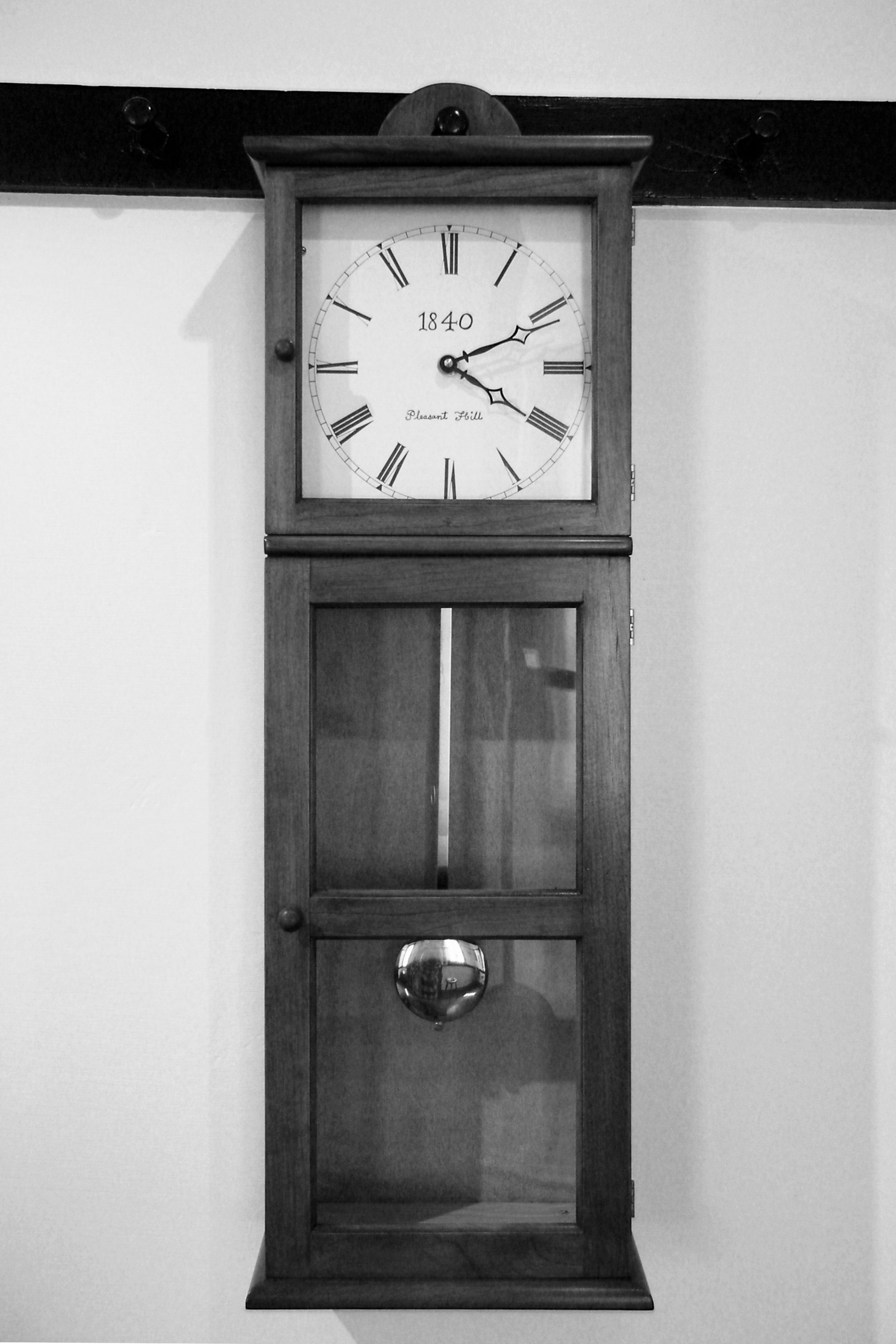
Eine Uhr aus dem Jahr 1840 an einer Hakenleiste in Pleasant Hill (Kentucky)
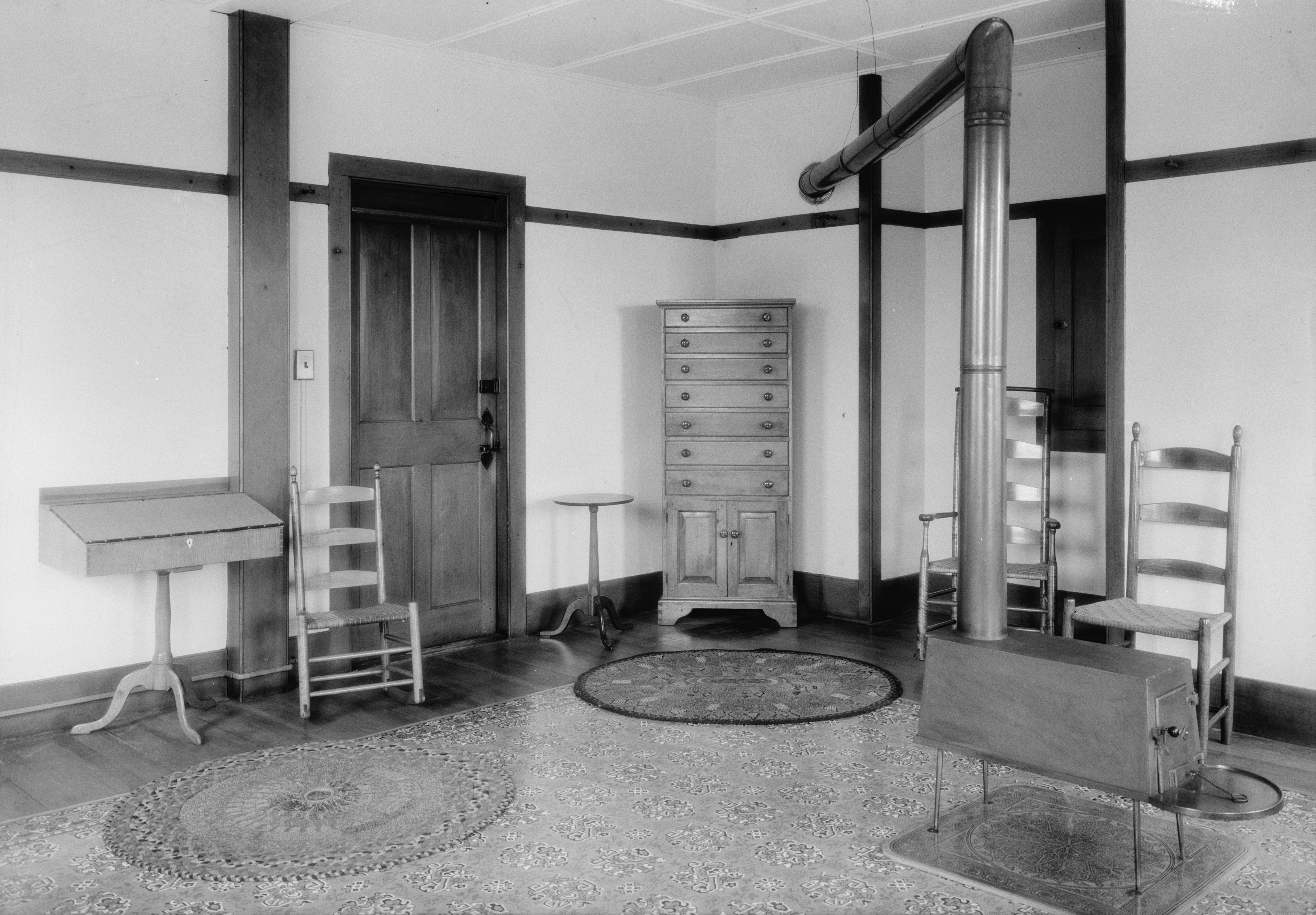
Möblierter Aufenthaltsraum mit Ofen in Hancock (Massachusetts)
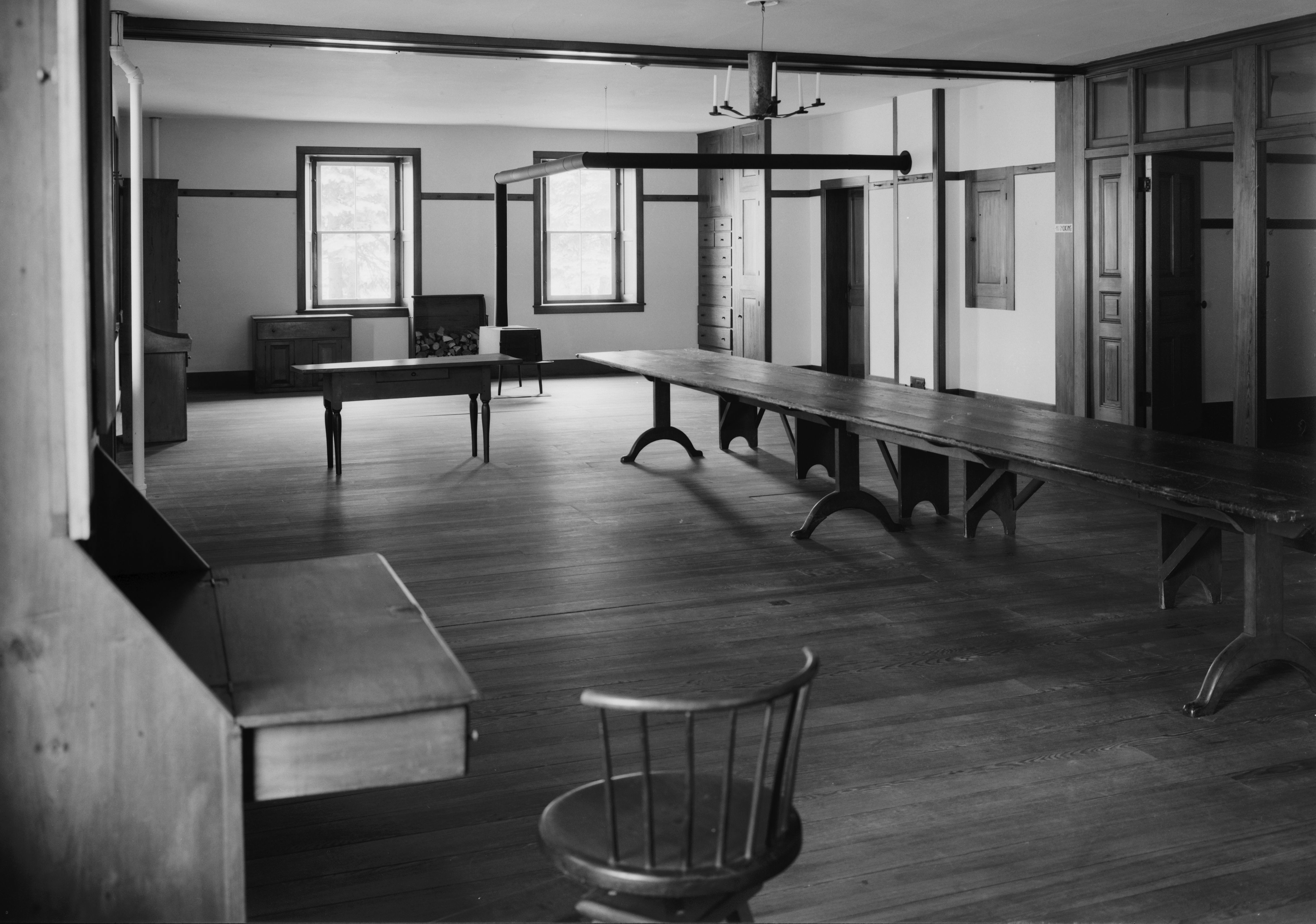
Vermutlich ein Konferenzsaal in Hancock (Massachusetts)
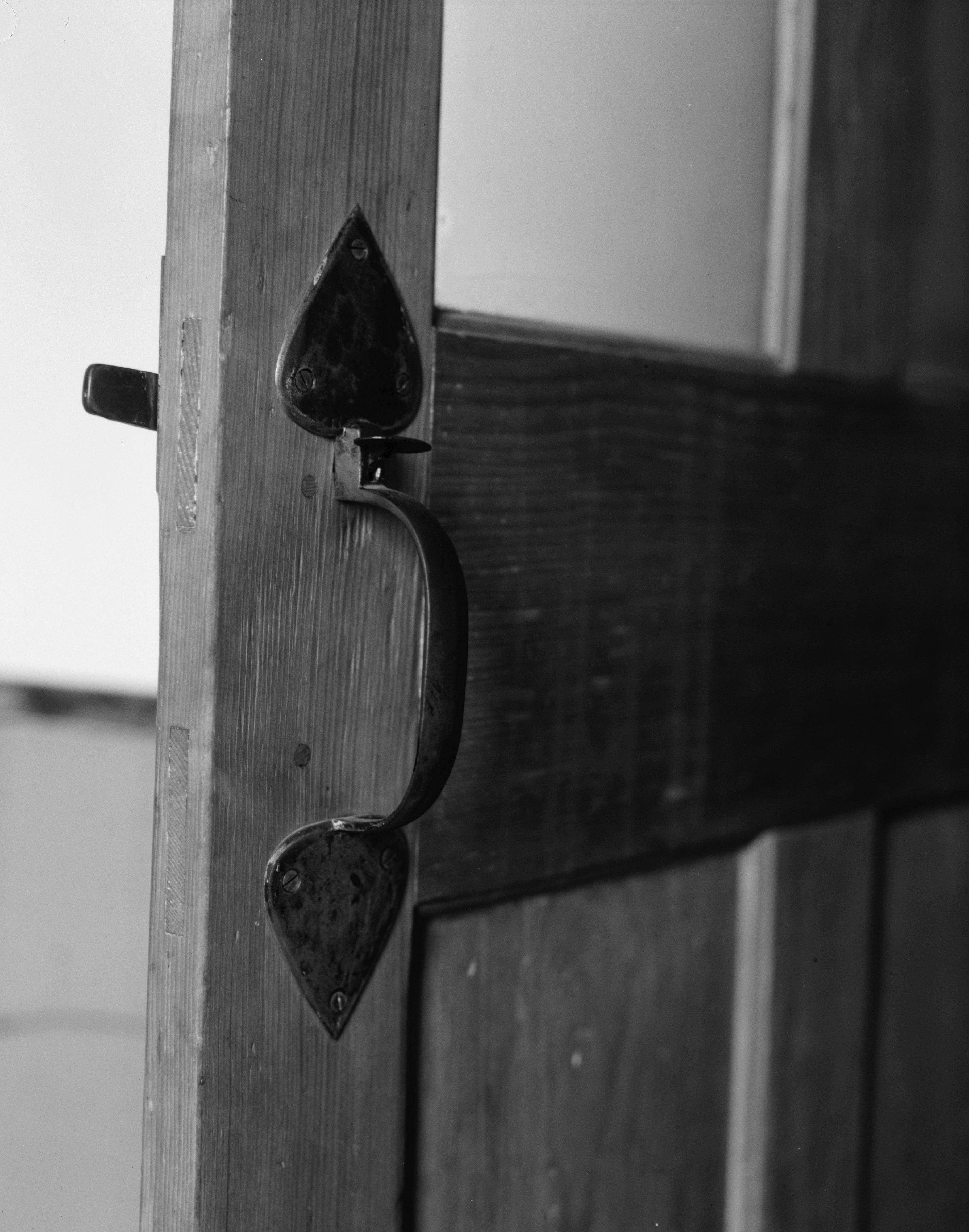
Geschmiedete Türklinke in Hancock (Massachusetts)
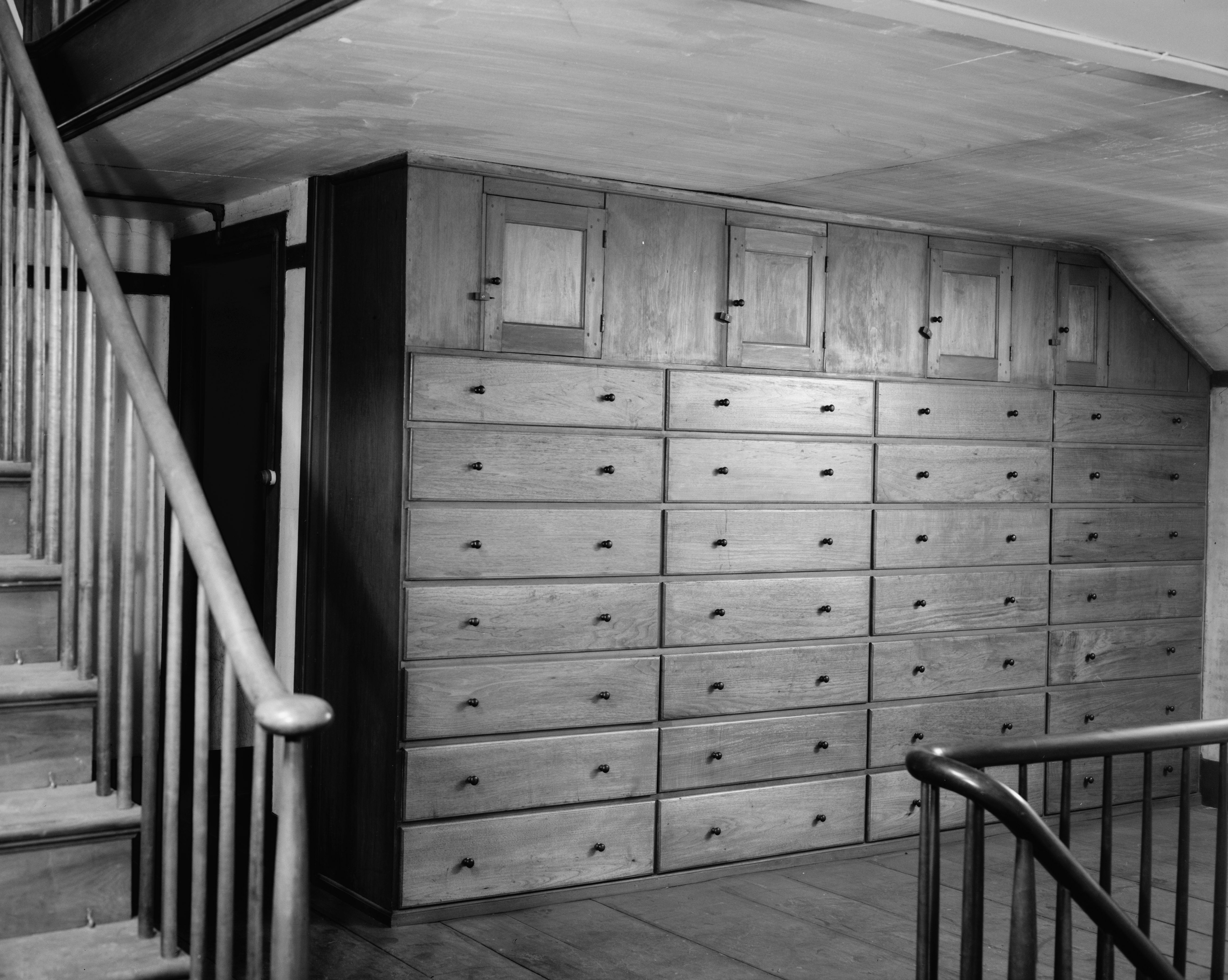
Eingebaute Verwahrschränke in Hancock (Massachusetts)
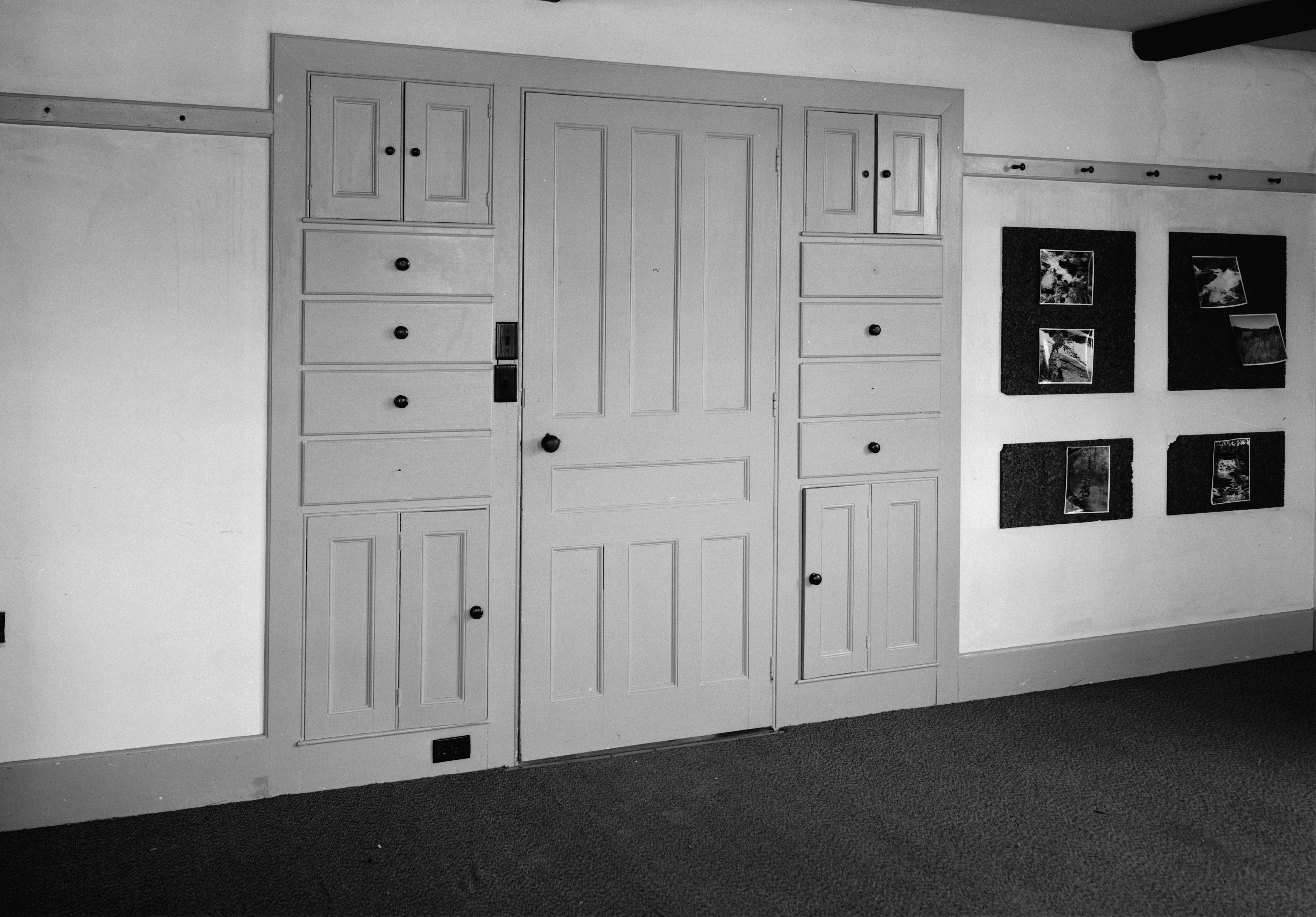
Wandschrank in Grafton (New Hampshire)
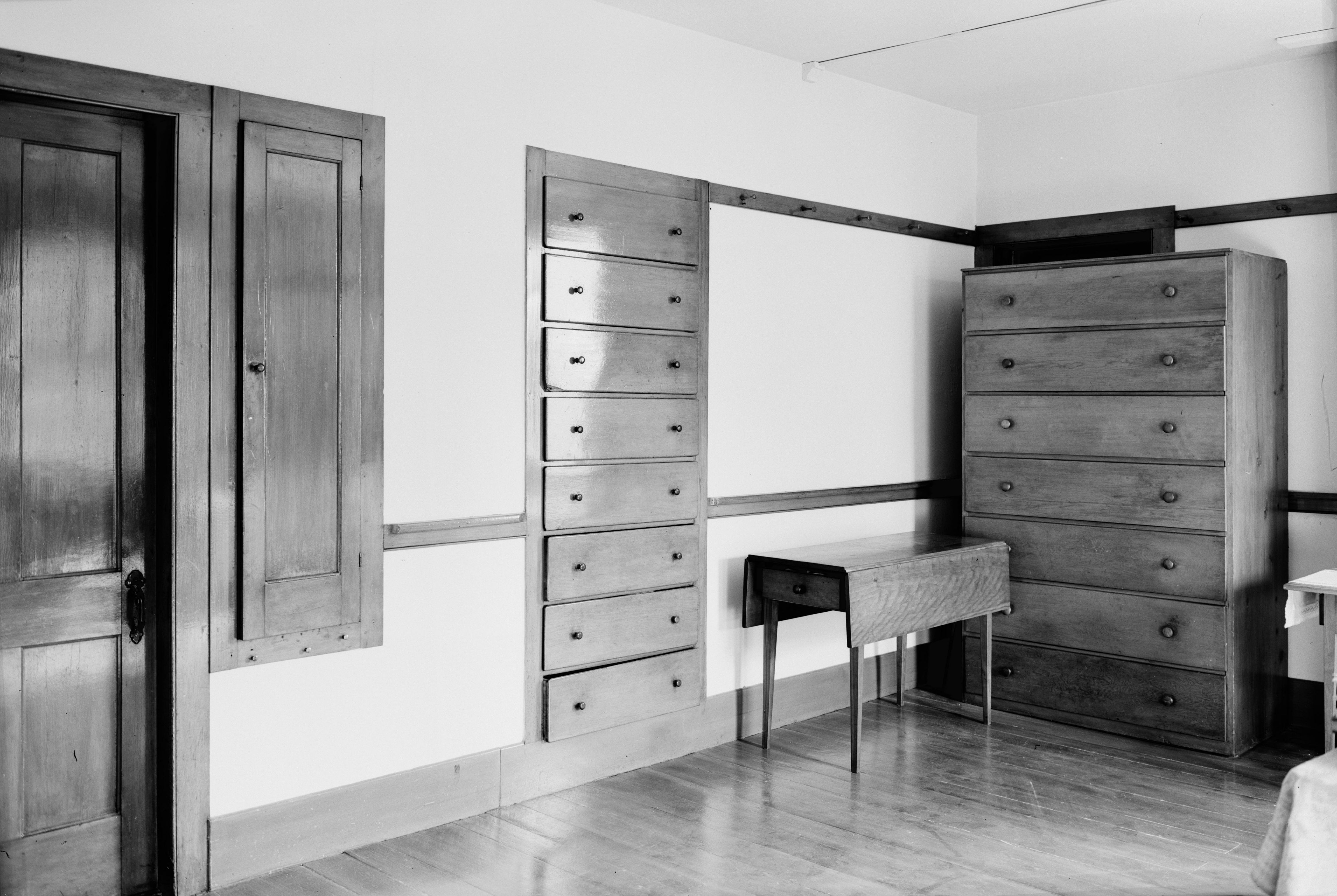
Interieur eines Zimmers in Mount Lebanon
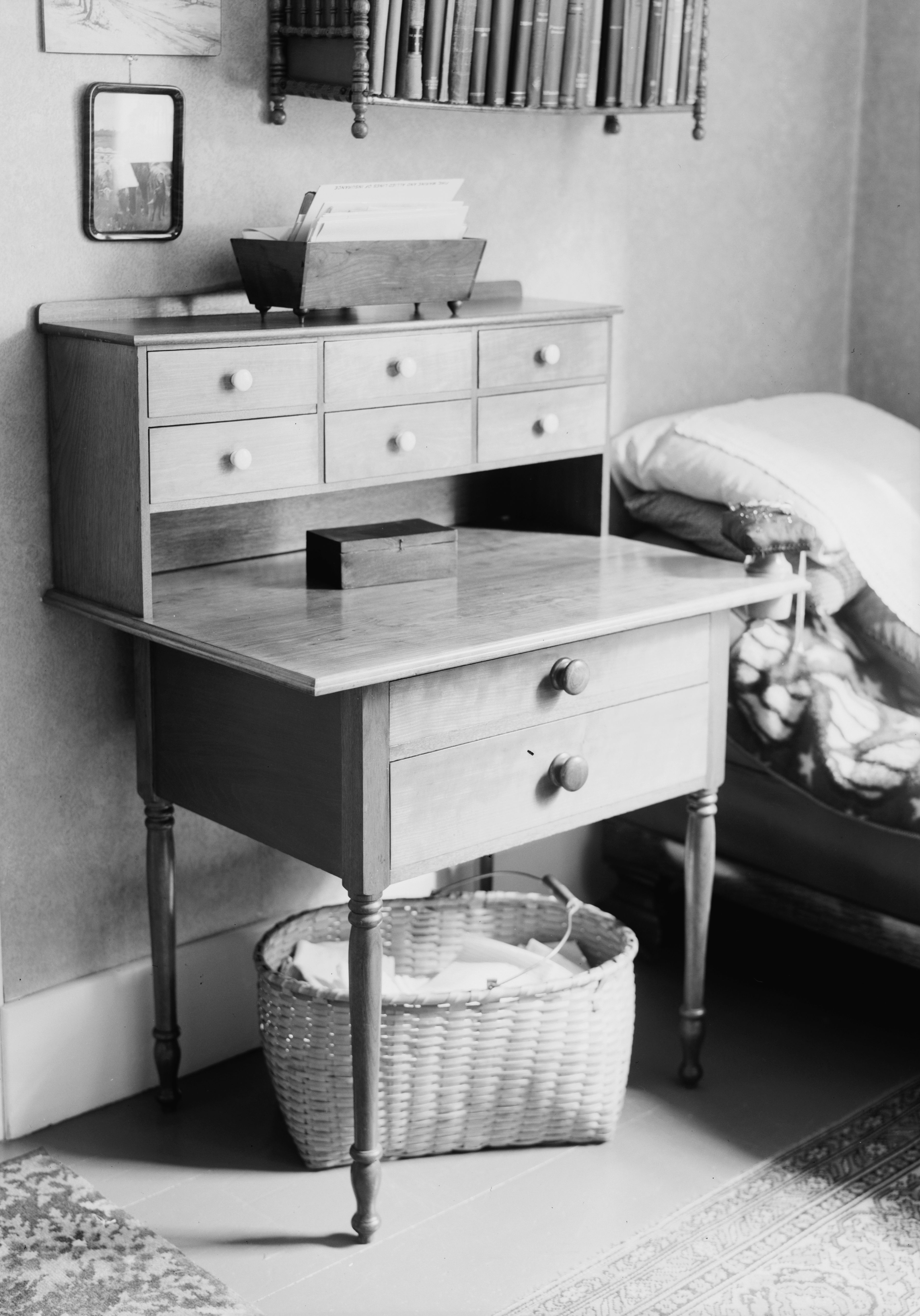
Sekretär in Mount Lebanon
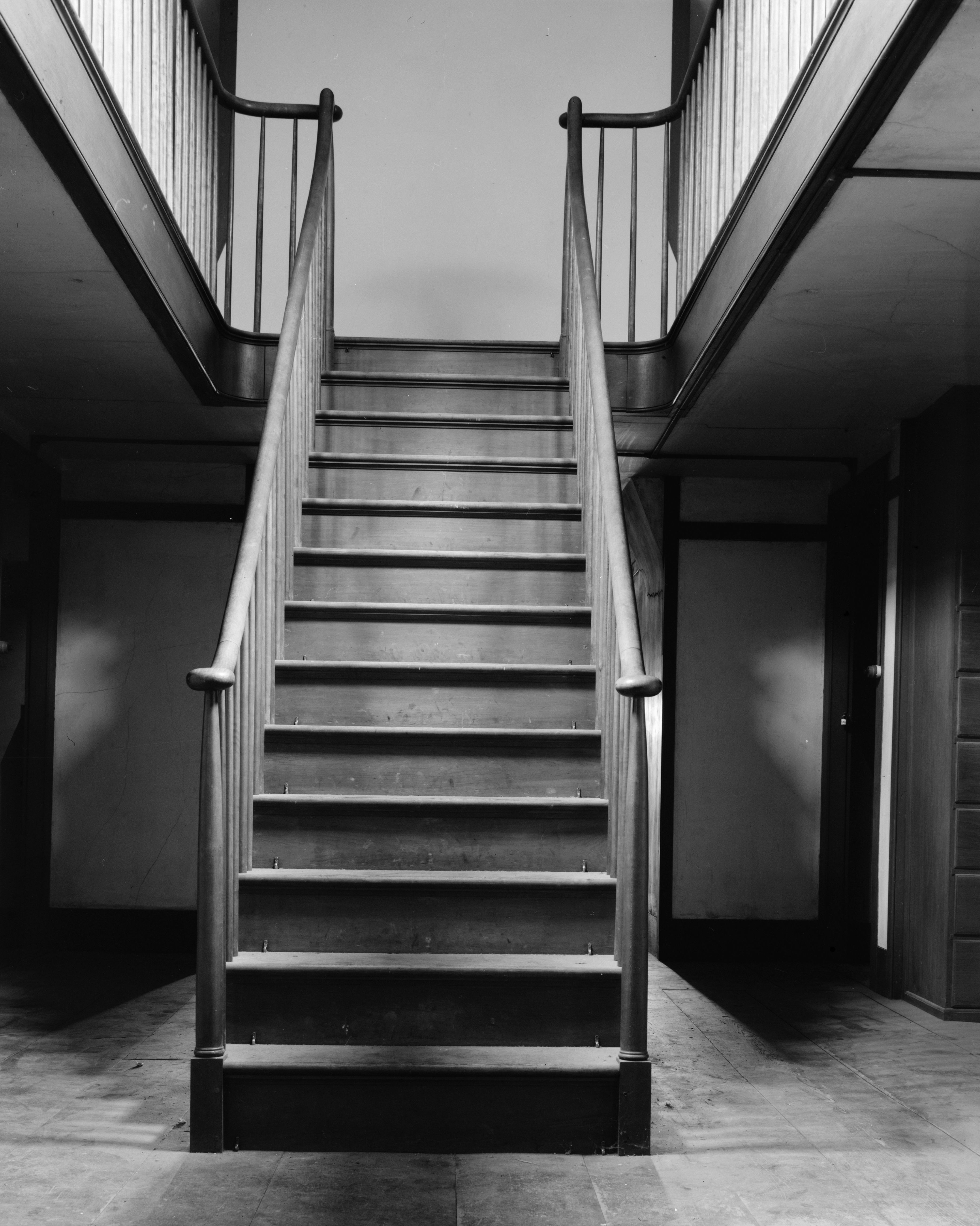
Treppenaufgang in Hancock (Massachusetts)
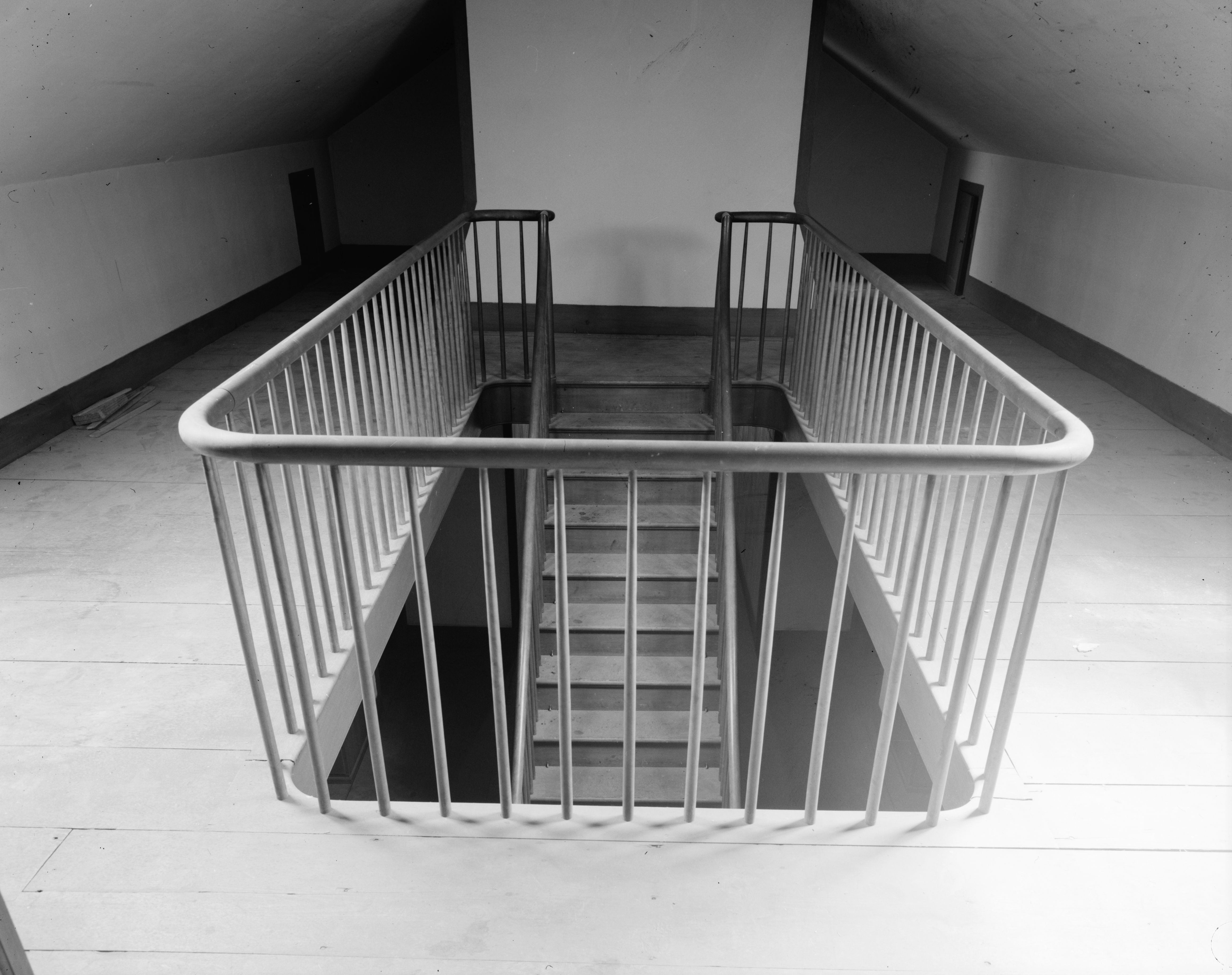
Treppengeländer in Hancock (Massachusetts)
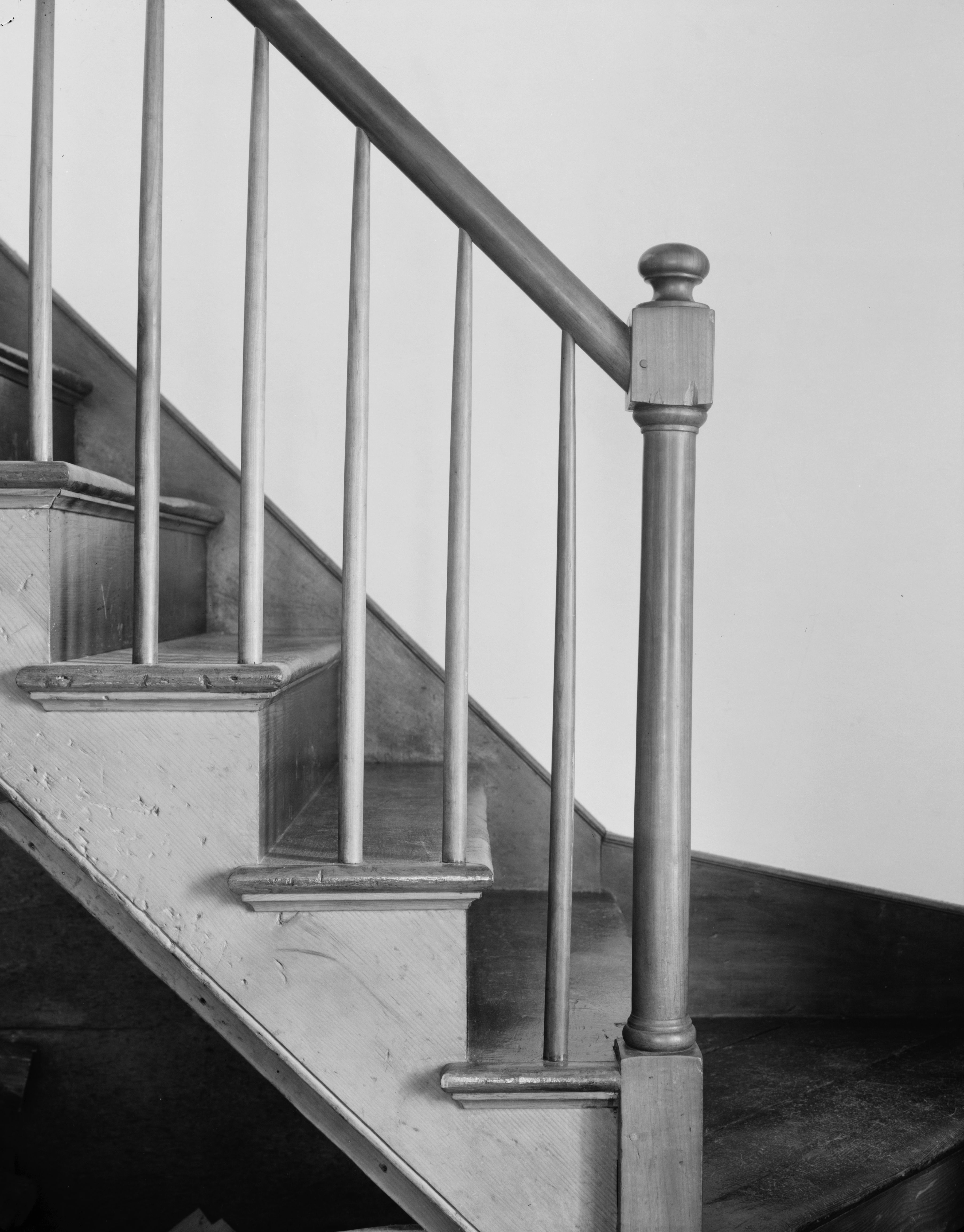
Treppenlauf mit Geländer in Hancock (Massachusetts)
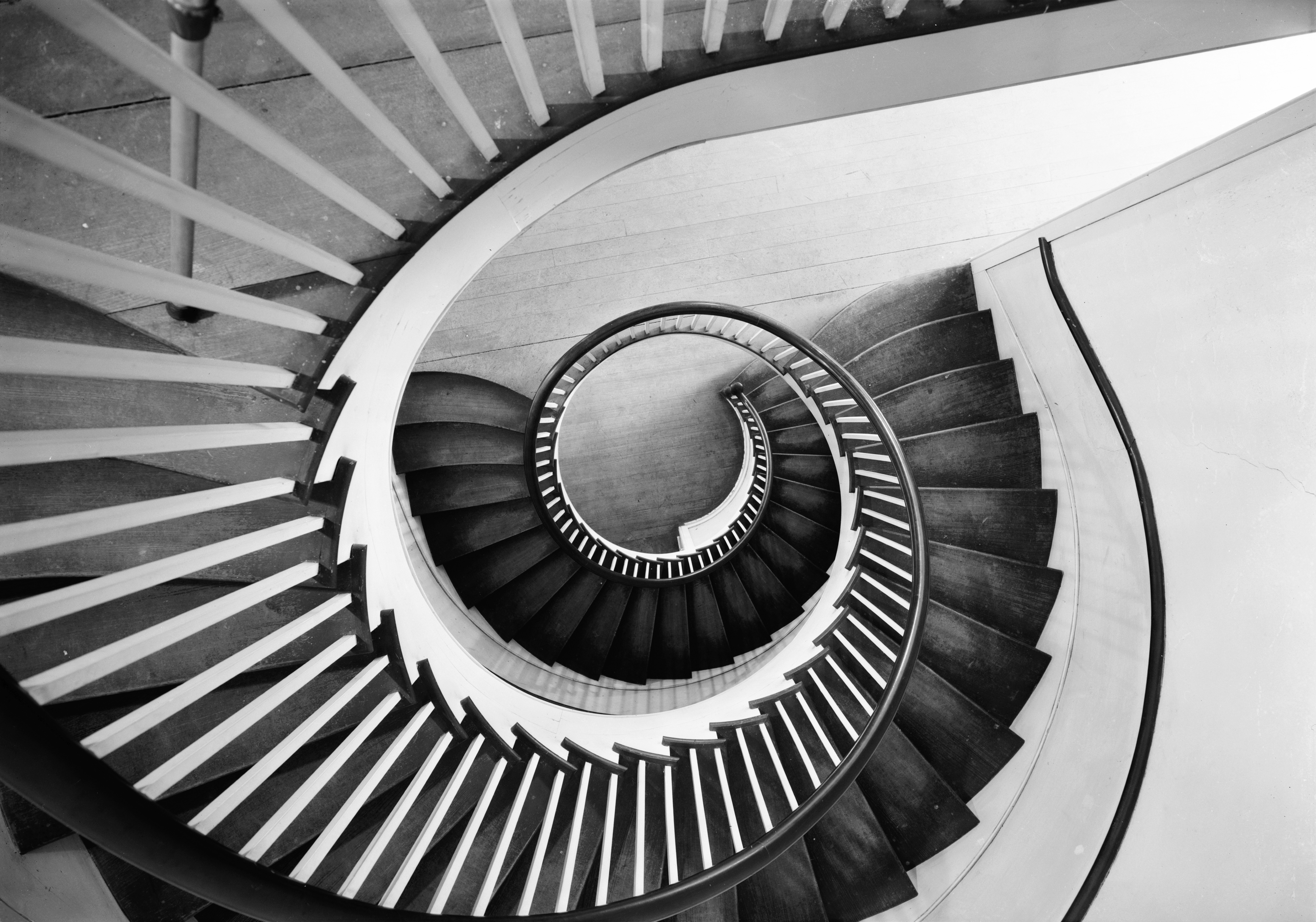
Gewundenes Treppenhaus des Shaker Centre Family Trustees’ Office in Pleasant Hill (Kentucky)
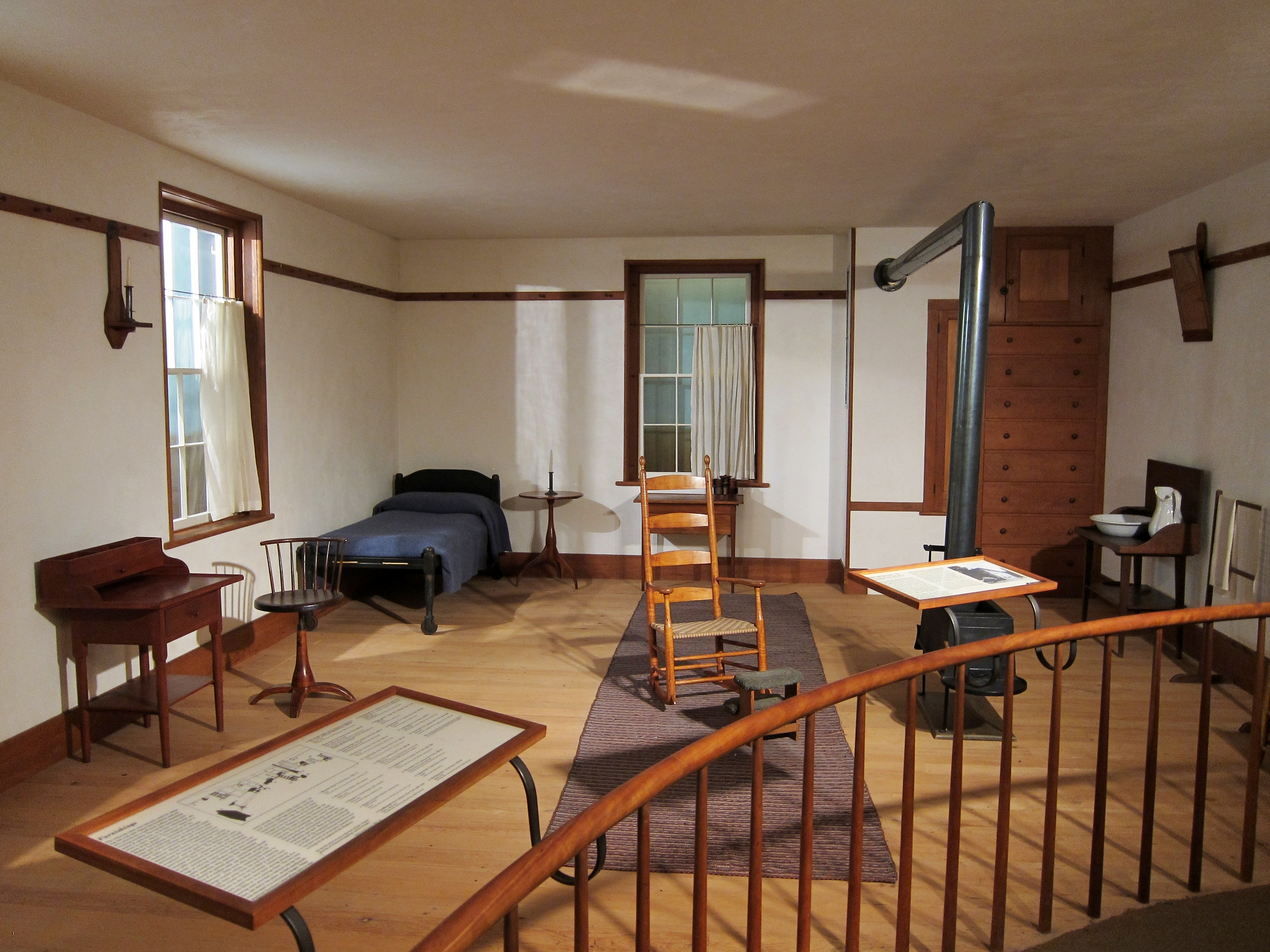
Zimmer in Metropolitan Museum of Art
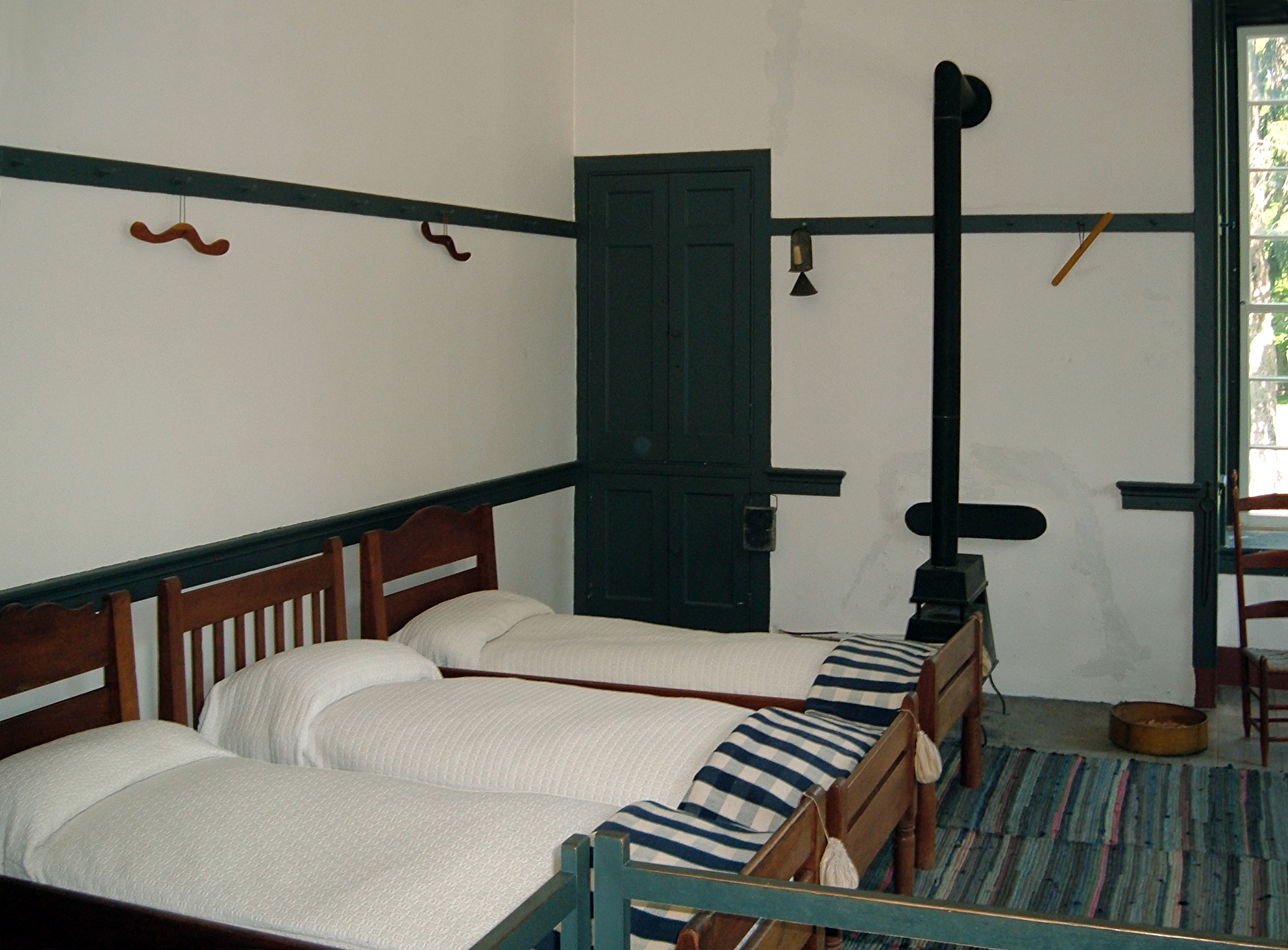
Mehrbettzimmer in Pleasant Hill (Kentucky)
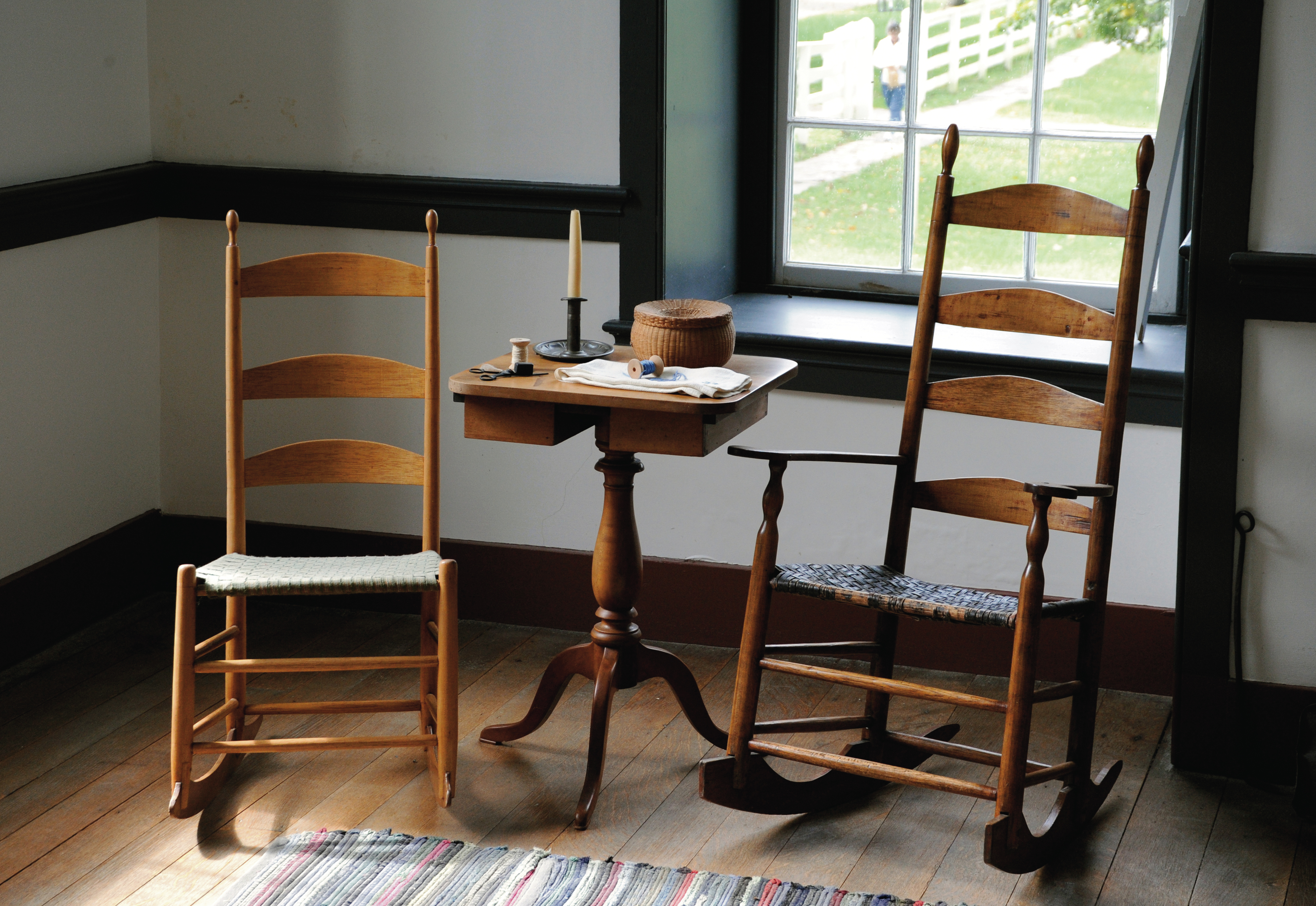
Zwei Schaukelstühle in Pleasant Hill (Kentucky)
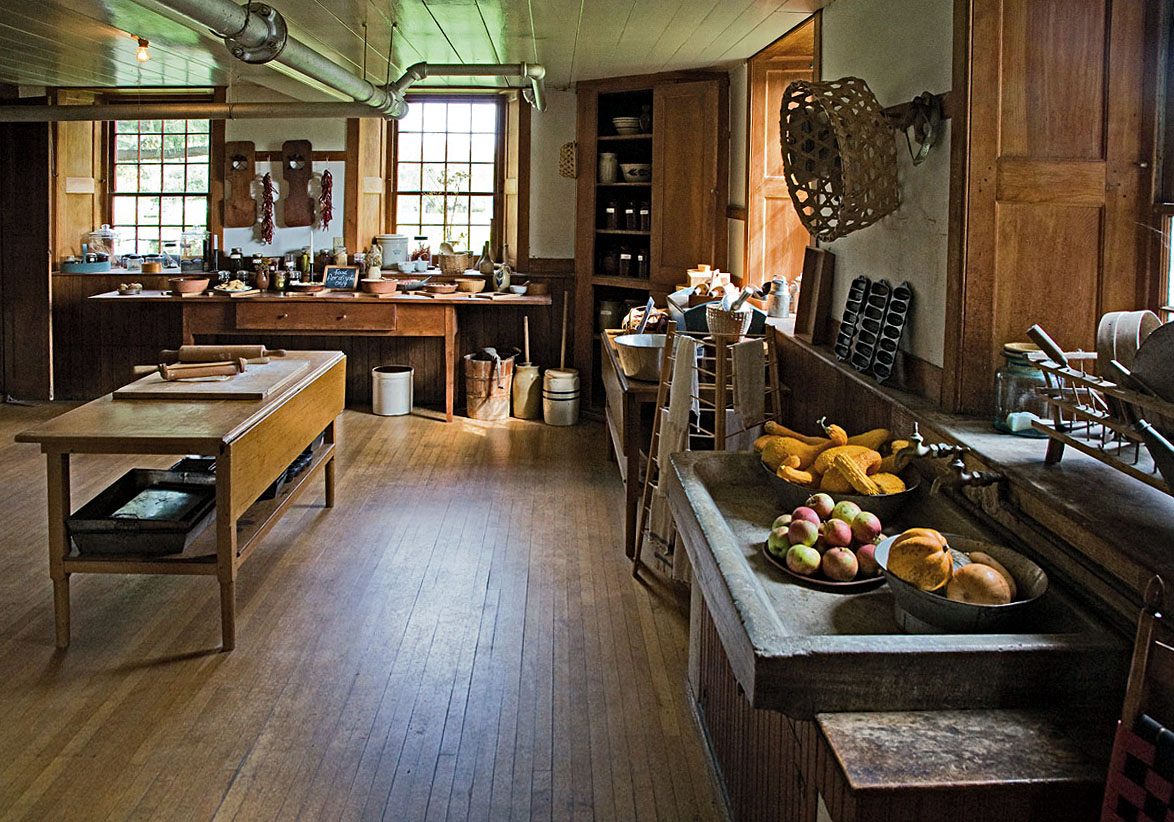
Eine Küche in Hancock (Massachusetts)
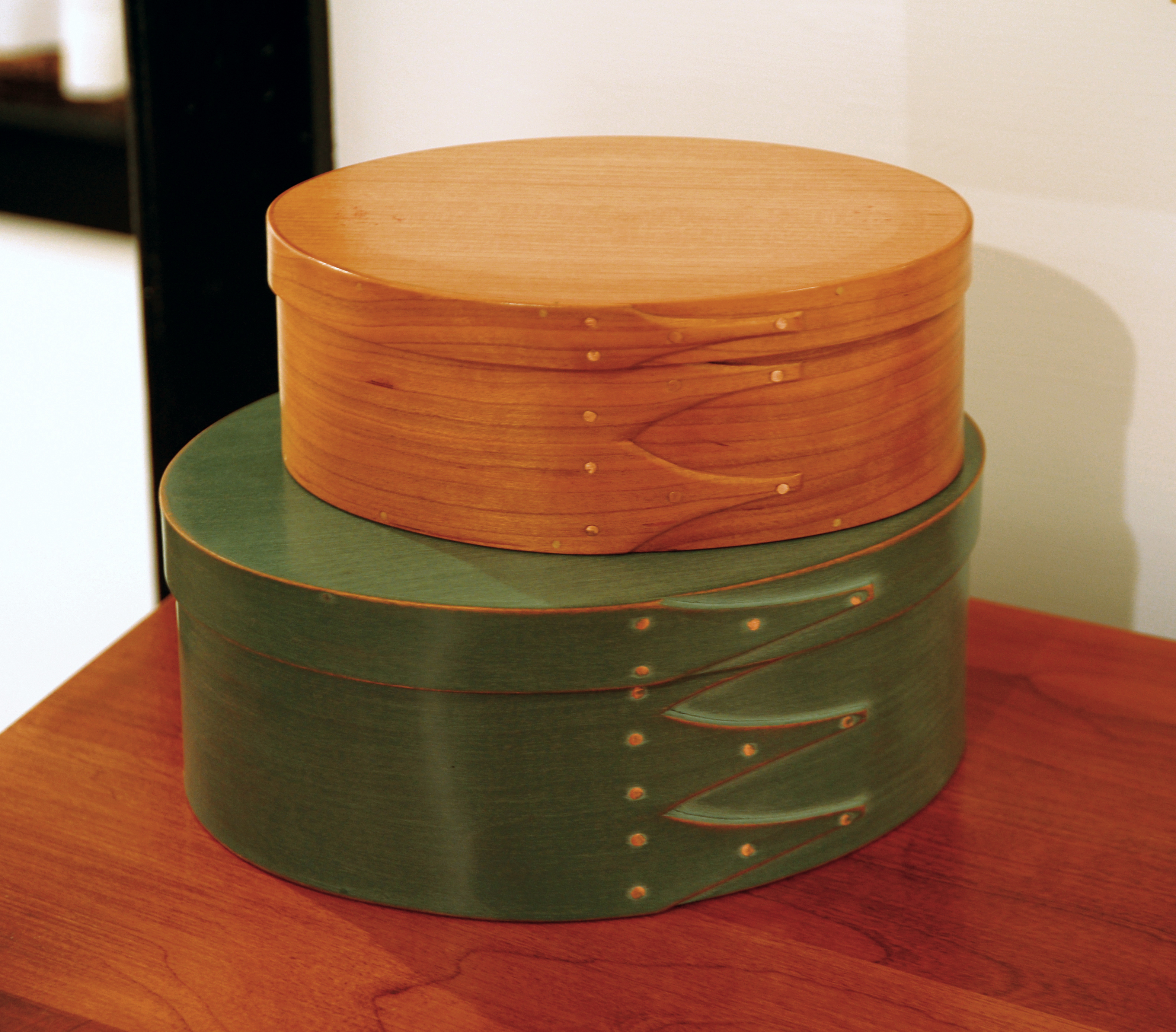
Zwei Holzschachteln („Oval Boxes“) in Pleasant Hill (Kentucky)
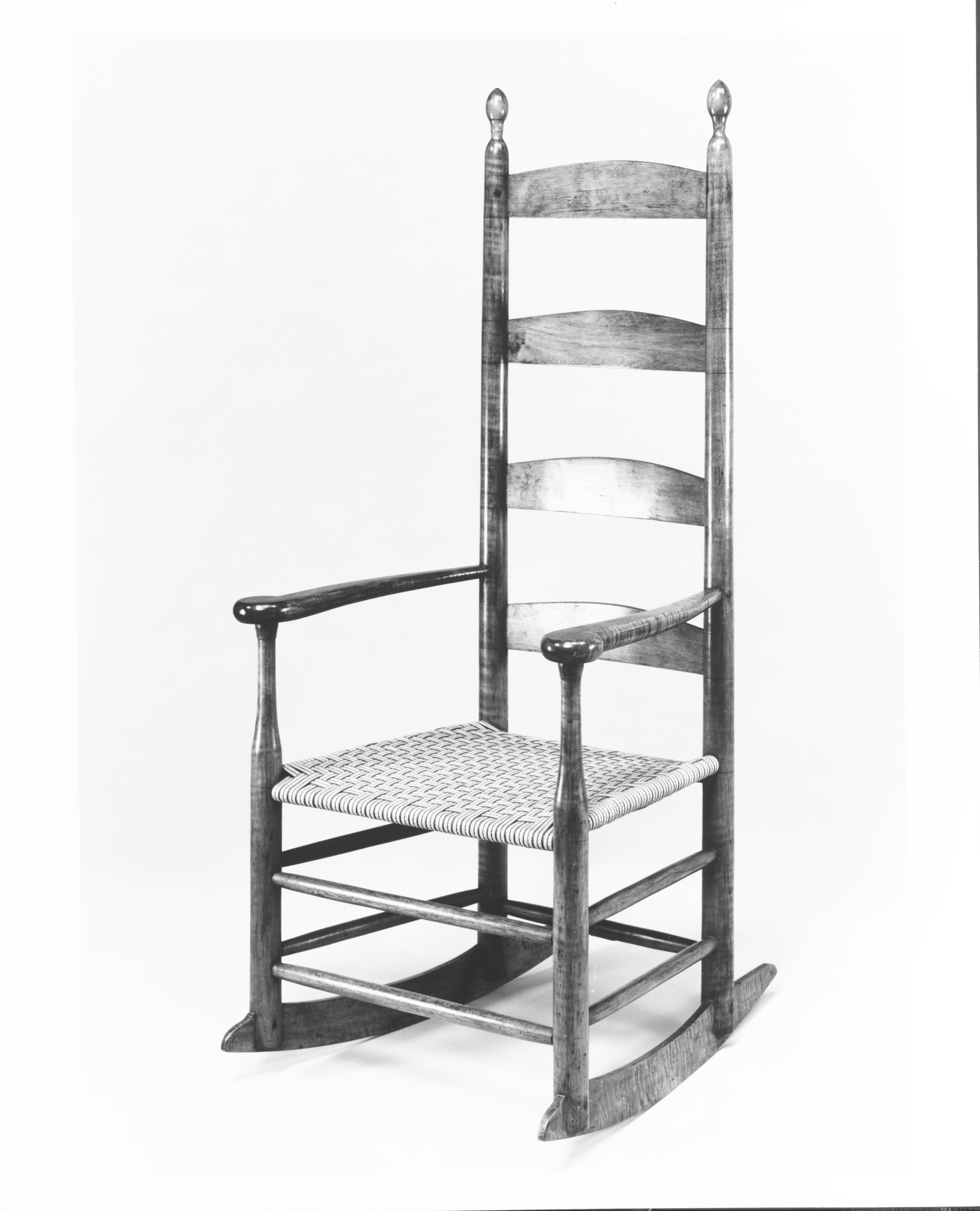
Rocking Chair der Shaker